# I Szangi
I Szangi (hangul: 이상의, RR: Lee Sang-yi; 1922 – ?) dél-koreai labdarúgó-középpályás.